# La noia del braçalet
La noia del braçalet (originalment en francès, La Fille au bracelet) és una pel·lícula francesa de 2019 de drama psicològic i forense dirigida per Stéphane Demoustier. La trama es desenvolupa al voltant de la pregunta clàssica "Qui va ser l'assassí?" sense reduir-se a una obra del tipus whodunit. S'ha doblat i subtitulat al català.
És una adaptació de la pel·lícula argentina de 2018 Acusada. El film estatunidenc The Lie també tracta sobre la mateixa temàtica, l'afer Amanda Knox, però afegint elements de tensió. El punt en comú entre les tres pel·lícules és el biaix d'un adolescent gairebé innocent, en tot cas inconsistent.

## Repartiment
- Melissa Guers: Lise Bataille
- Roschdy Zem: Bruno Bataille
- Chiara Mastroianni: Céline Bataille
- Annie Mercier: l'advocat de la Lisa
- Anaïs Demoustier: l'advocat general
- Mikaël Halimi: Nathan
- Carlo Ferrante: l'advocat de la part civil
- Pascal-Pierre Garbarini: el president del tribunal
- Paul Aïssaoui-Cuvelier: Jules Bataille
- Anne Paulicevich: la mare de la Flora
- Jean-Louis Dupont: l'avi de la Flora

## Premis i reconeixements

### Premis
- César 2021: millor adaptació

### Nominacions
- César 2021: Millor actriu revelació per a Mélissa Guers